# فاكوندو مارتينيز
فاكوندو مارتينيز (بالإسبانية: Facundo Martínez) (2 أبريل 1985 ببوينس آيرس في الأرجنتين - ) هو لاعب كرة قدم أرجنتيني في مركز الوسط. لعب مع رامبلا جونيورز وريفر بليت ومونتيفيديو واندررز وأتيناس دي سان كارولس.

## وصلات خارجية
- فاكوندو مارتينيز على موقع إي إس بي إن إف سي (الإنجليزية)
- فاكوندو مارتينيز على موقع قاعدة بيانات كرة القدم.إي يو (الإنجليزية)
- فاكوندو مارتينيز على موقع Soccerway.com (الإنجليزية)
- فاكوندو مارتينيز على موقع AS.com (الإسبانية)